# سفارة فرنسا في البرازيل
سفارة فرنسا في البرازيل هي أرفع تمثيل دبلوماسي لدولة فرنسا لدى البرازيل. تقع السفارة في برازيليا وهي تهدف لتعزيز المصالح الفرنسية في البرازيل.

## وصلات خارجية
- الموقع الرسمي
- قائمة سفارات فرنسا
- قائمة السفارات في البرازيل